# Ниссан-стэдиум
Ниссан-стэдиум (англ. Nissan Stadium) — многофункциональный стадион, расположенный в Нашвилле, штат Теннесси. Является домашней ареной клуба Национальной футбольной лиги «Теннесси Тайтенс» и команды по американскому футболу университета штата Теннесси «Теннесси Стэйт Тайгерс», выступающей в Национальной ассоциации студенческого спорта. Здесь проходит ежегодная боульная игра Franklin American Mortgage Music City Bowl, а также иногда футбольные матчи. Кроме спортивных мероприятий, на стадионе проходят концерты, такие как CMA Music Festival, общественные мероприятия и различные собрания.
Здание расположено на восточном берегу реки Камберленд, напротив деловой части Нашвилла. Вместимость сооружения составляет 69 143 человека. Строительство стадиона началось в мае 1997 года, а открытие состоялось в 1999 году. Первым мероприятием, прошедшим здесь, стал предсезонный матч между «Тайтенс» и «Атлантой Фалконс». С момента открытия у сооружения было несколько разных названий, включая «Адельфия-колизеум» (1999—2002), «Колизеум» (2002—2006) и «LP-филд» (2006—2015).

## Права на название
Во время строительства, у сооружения не было официального названия и, в основном, его называли «Ист Бэнк-стэдиум», из-за расположения строения на восточном берегу реки Камберленд. По окончании строительства компания Adelphia Business Solutions купила за 30 млн долларов права на название стадиона на 15 лет. В 2002 году Adelphia объявила о банкротстве и перестала продолжать выплачивать платежи по соглашению. Это привело к разрыву контракта, а стадион стал называться просто «Колизиум».
6 июня 2006 года местная компания Louisiana-Pacific купила права на название сооружения и переименовала его в «LP-филд». За десятилетний контракт компания заплатила 30 млн долларов. 24 июня 2015 года автомобилестроительная компания Nissan, чья штаб-квартира в Северной Америке находится недалеко от Нашвилля, заключила 20-летний контракт, согласно которому стадион был переименован в «Ниссан-филд».